# 雅庫特萊卡犬
雅庫特萊卡犬（俄语：Якутская лайка），是分布於俄羅斯雅庫特共和國的工作犬。
牠們主要分布於科雷馬河、因迪吉爾卡河，亞納河和勒拿河，牠們是畜牧犬，狩獵犬和雪橇犬。雄性高53-56cm、雌性高52–55cm。
牠們是雅庫特人從西伯利亞帶來北極圈，起初作為狩獵鳥獸的助手，後來在畜牧業和拉雪橇也用到牠們。